# Schönstedt

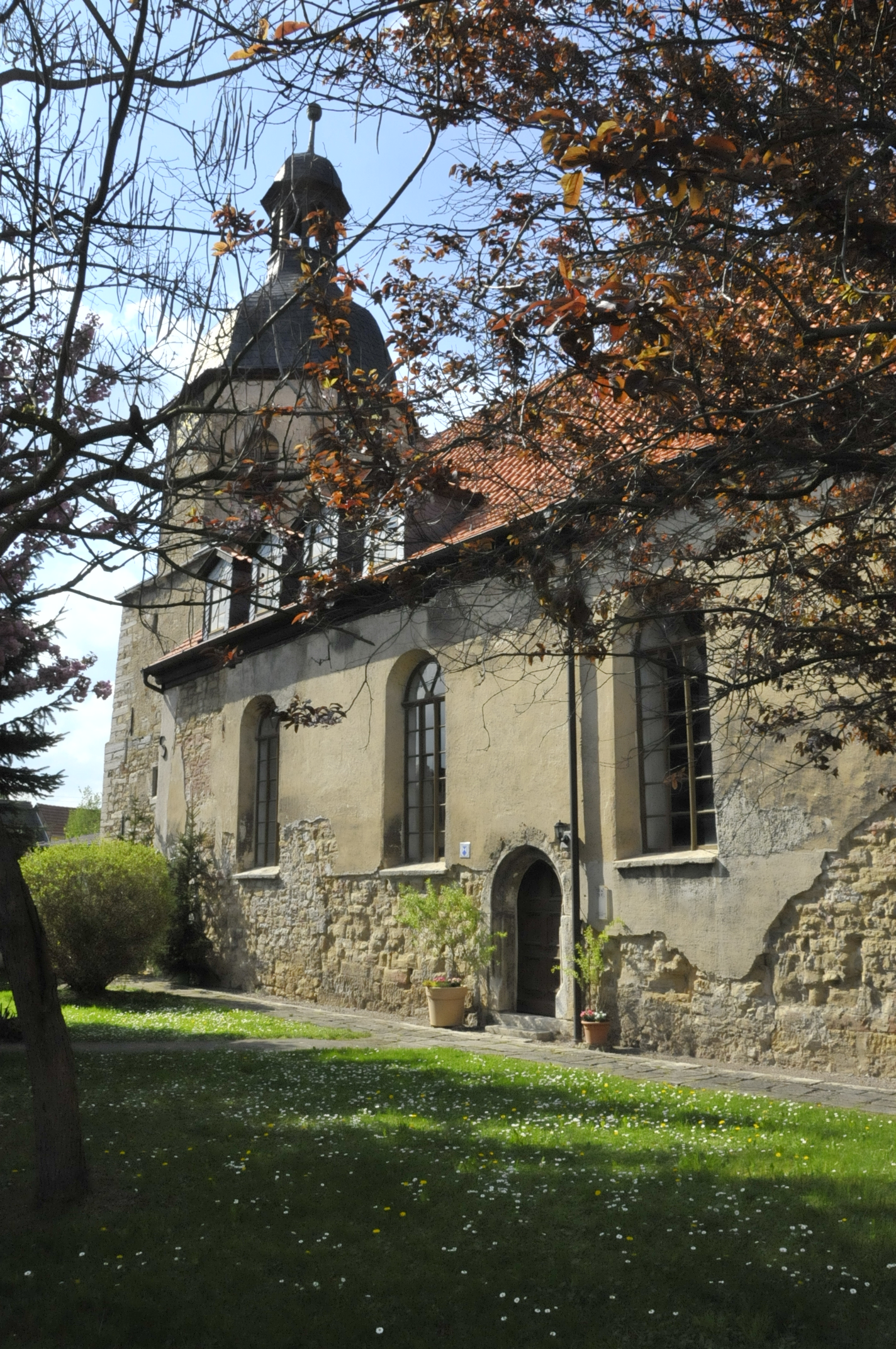
Kirche Beatae Mariae Virginis

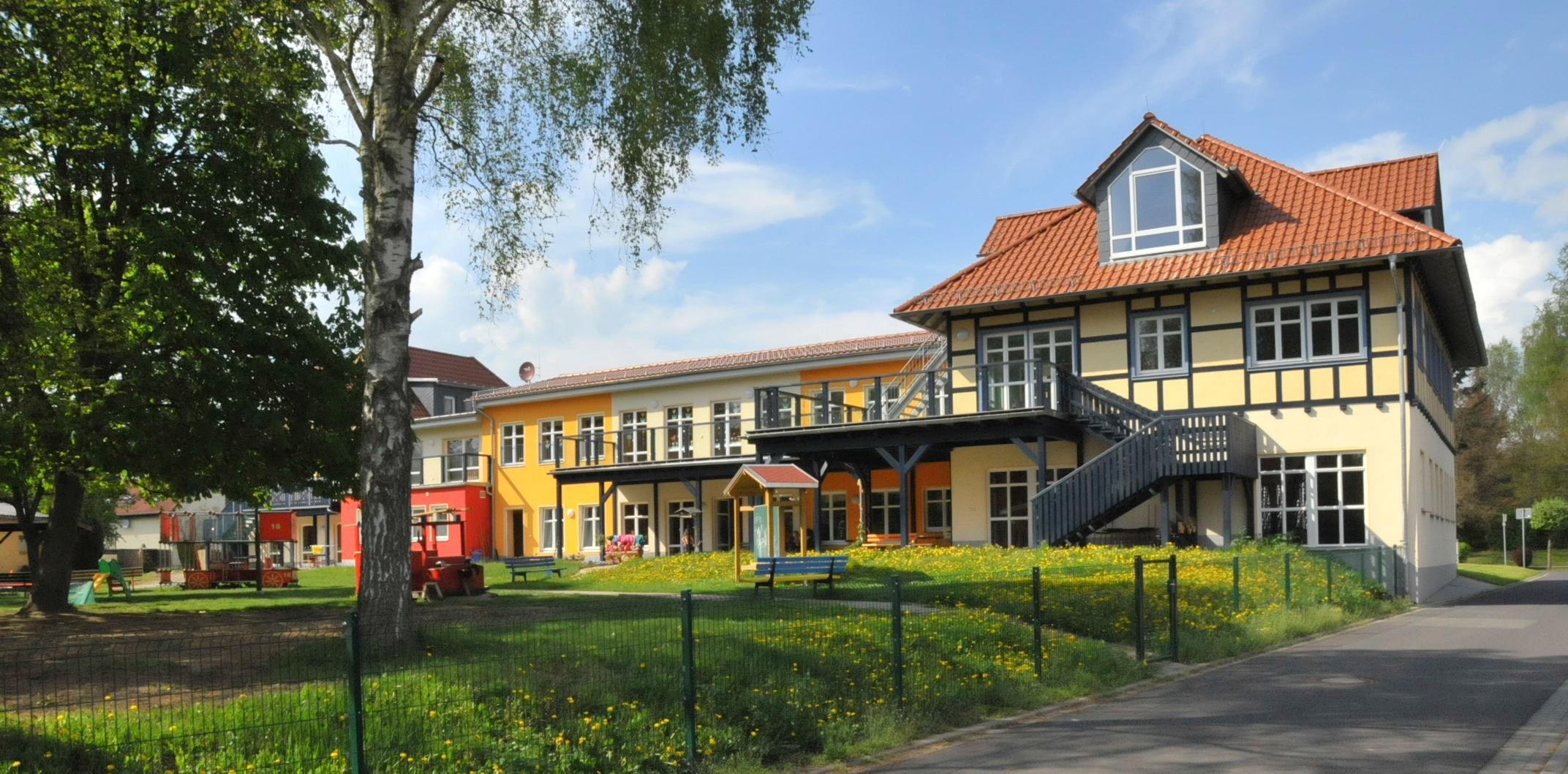
Kindergarten

Schönstedt ist ein Ortsteil der Landgemeinde Unstrut-Hainich im Unstrut-Hainich-Kreis in Thüringen.

## Geografie
Schönstedt liegt am Rande des Thüringer Beckens, fünf Kilometer nordwestlich von der Kur- und Rosenstadt Bad Langensalza und circa 45 Kilometer nordwestlich der thüringischen Landeshauptstadt Erfurt an der Bundesstraße 247. Diese trennt das 1992 entstandene Gewerbegebiet von der Ortslage. Durch den Ort fließt der Orlbach, welcher über den Bach Nordmar in die Unstrut entwässert. 

### Ortsbild
Das Dorf wird von den Türmen der beiden Kirchen St. Martini, im Ort als Unterkirche bezeichnet, und Beatae Mariae Virginis, die Oberkirche, geprägt. Kennzeichnend für den Ort ist der Anger mit dem 1899 errichteten Klinkerbau, der Gemeindeschänke. Anger und Gemeindeschänke werden für kulturelle Zwecke wie die Veranstaltungen zum Pfingstfest, das Angerfest, zur Kirmes am ersten Oktoberwochenende des Jahres und auch für den Weihnachtsmarkt Anfang Dezember genutzt. Im Rahmen der Städtebauförderung wurde in den Jahren 1999 bis 2002 der Anger und die Gemeindeschenke liebevoll saniert und bildet somit auch optisch das Zentrum Schönstedts.
Zahlreiche große Gehöfte im Ort zeugen von einer starken landwirtschaftlichen Struktur in den vergangenen Jahren. Bis 1945 befand sich in Schönstedt ein Rittergut, welches der damals stattfindenden Bodenreform zum Opfer fiel. Einige kleinere Teilgebäude, die zu Wohnungen umgebaut wurden oder auch der alte Getreidespeicher sind erhalten geblieben. Im Jahre 1998 wurde mit „Neuschönstedt“ von der damaligen Gemeinde ein kleines Wohngebiet mit ca. 30 Bauplätzen erschlossen, wo heute fast alle Bauplätze belegt sind.

## Geschichte

Schönstedt auf einer Karte von 1801

852 wird der Ort erstmals urkundlich erwähnt und beging im Jahr 2002 seine 1150-Jahr-Feier mit einer Festwoche.
Der Ort gehörte bis 1815 zum kursächsischen Amt Langensalza und nach seiner Abtretung an Preußen von 1816 bis 1944 zum Landkreis Langensalza in der Provinz Sachsen.
1994 wurde der Ortsteil Alterstedt eingemeindet. Seit 1997 gehörte die Gemeinde der Verwaltungsgemeinschaft Unstrut-Hainich an. Diese löste sich zum 1. Januar 2019 auf, die neugebildete Landgemeinde Unstrut-Hainich wurde zur erfüllenden Gemeinde für Schönstedt. Am 1. Januar 2024 trat die Gemeinde Schönstedt der Gemeinde Unstrut-Hainich bei.

## Politik

### Ehemaliger Gemeinderat
Der ehemalige Rat der Gemeinde Schönstedt bestand aus 12 Ratsfrauen und Ratsherren.
- CDU 7 Sitze
- FWG 4 Sitze
- SPD 1 Sitz

(Stand: Kommunalwahl am 26. Mai 2019)

### Ehemaliger Bürgermeister
Der ehrenamtliche Bürgermeister Egbert Zöllner wurde am 19. August 2018 gewählt.

### Wappen

Historisches Gemeindesiegel

Blasonierung: Im Wellenschnitt gespalten und halb geteilt; vorn in Grün eine goldene Ähre; oben hinten von Gold und Grün schräglinks geteilt je ein aus der Teilungslinie wachsendes Kreuz in verwechselten Tinkturen; unten hinten in Gold ein grünes Lindenblatt.
Das Wappen nimmt keinerlei Bezug auf das historische Ortssiegel von Schönstedt, das über Jahrhunderte Verwendung fand.

## Infrastruktur

### Verkehr
Eine Bahn- und regelmäßige Busverbindungen sorgen für die Anbindung des Ortes an die beiden nahegelegenen Städte Bad Langensalza und Mühlhausen. Die nächsten Autobahnen sind im Norden die 42 km entfernte A 38 mit der Auffahrt bei Leinefelde sowie im Süden die 25 km entfernte A 4 mit der Auffahrt Gotha, welche eine bedeutende Ost-West-Achse zwischen Dresden und Frankfurt/M. darstellt.

### Versorgung
Schönstedt verfügt über alle Grundversorgungseinrichtungen wie Bäcker, Fleischer und andere Läden des täglichen Bedarfs. Zusätzlich wird mit einer Zahnarztpraxis sowie eine Praxis für Allgemeinmedizin die gesundheitliche Betreuung der Bürger gewährleistet. In Schönstedt gibt es von encoLine, einem Reseller der Netkom, VDSL bis 50.000 MBit/Sek. Der Ortsteil Alterstedt wird durch den Richtfunk-DSL-Anbieter Landnetz e. V. mit einer Geschwindigkeit bis zu 16.000 MBit/Sek. versorgt.

### Bildung
In Schönstedt befindet sich die Kindertagesstätte „Ringelwiese“ und die Staatliche Grundschule Schönstedt. Eine Realschule befindet sich im benachbarten Weberstedt.

## Kultur

### Veranstaltungen und Feste
Ein örtlicher Gartenbaubetrieb hatte die Idee, das „Schönstedter Rosenfest“ zu initiieren, es wird inzwischen am Tag der offenen Gärtnerei begangen. Besucher können hierbei die zahlreichen Rosenarten kennenlernen und ein Rahmenprogramm erleben.

### Vereine
Der größte örtliche Verein ist der Sportverein SV Grün-Weiss Schönstedt 1920 e. V. Er teilt sich in die Abteilungen Fußball, welche die meisten Mitglieder hat, Tischtennis und eine Frauen- und Kindersportgruppe. Weitere Vereine im Ort sind die Freiwillige Feuerwehr, der Schönstedter Karnevalsverein, der Rassegeflügelverein, der Verein „Schönstedter Grundschule in Bewegung“, der Hundesportverein „Tor zum Hainich“, ein Verein der Gewerbetreibenden, der Volkschor und die Line Dance Gruppe „Black Hats“.

## Sehenswürdigkeiten
Die im Kern spätgotische Kirche erhielt ihr heutiges Aussehen im 18. Jahrhundert.

## Persönlichkeiten
- Christian August Günther (1758–1839), Geheimer Obertribunalrat
- Martin Grüning (1869–1932), Bauingenieur und Professor für Stahlbau
- Karl Doppel (1918–1942), Metallarbeiter, wegen Fahnenflucht in Brandenburg-Görden hingerichtet[4]
- Erhardt Gißke (1924–1993), Baudirektor der DDR